# Otto Neugebauer
Otto Neugebauer (alemany: Otto Eduard Neugebauer)  (Innsbruck, 26 de maig de 1899 - Princeton, 19 de febrer de 1990) va ser un dels historiadors de les matemàtiques més originals del segle xx.

## Vida i Obra
Va néixer a Innsbruck (Àustria) on el seu pare era enginyer del ferrocarril i col·leccionista de catifes orientals. La família es va traslladar a Graz, on els seus pares van morir quan ell era prou jove. El 1917 es va enrolar a l'exèrcit per a poder obtenir la titulació suficient per a ingressar a la universitat.
El 1919 va començar els seus estudis d'enginyeria a la Universitat de Graz que va deixar el 1921 per la Universitat de Múnic on va assistir a les classes d'Arnold Sommerfeld. Seguint el consell d'aquest, es va traslladar novament el 1922 a la Universitat de Göttingen on va seguir les classes d'Edmund Landau, Emmy Noether i Richard Courant, arribant a ser ajudant d'aquest darrer l'any següent. El 1924-1925 va estar a la Universitat de Copenhaguen, on va fer amistat amb Harald Bohr, amb qui va publicar el seu únic article de matemàtiques pures, sobre equacions diferencials amb funcions quasi periòdiques.
En aquesta època els seus interessos acadèmics ja havien canviat i estava estudiant les matemàtiques egípcies, motiu pel qual va estudiar l'idioma demòtic amb els egiptòlegs Hermann Kees i Kurt Sethe. El 1926, ja ha Göttingen de nou, va llegir la seva tesi doctoral: Die Grundlagen der ägyptischen Bruchrechnung (Els fonaments de les fraccions egípcies), sota la direcció de David Hilbert i Richard Courant en la que, després d'un estudi detallat del Papir de Rhind, donava compte del complicat sistema de notació egipci de les fraccions utilitzant sempre numeradors iguals a la unitat.
El 1927 va obtenir l'habilitació com a professor d'Història de les Matemàtiques a Göttingen. Al mateix temps es va casar amb Grete Brück, una matemàtica que va col·laborar en la seva obra i amb qui va tenir dos fills: Margo i Gerry, aquest darrer físic a Caltech. El 1929 va fundar amb Otto Toeplitz la revista Quellen und Studien zur Geschichte der Mathematik, Astronomie und Physik (Fonts i Estudis sobre Història de les Matemàtiques, de l'Astronomia i de la Física). També va estar un temps a Rússia estudiant el Papir de Moscou, l'altra font indispensable per a conèixer les matemàtiques dels egipcis.
A partir d'aquestes dates va començar a fixar el seu interès en les matemàtiques babilòniques, motiu pel qual va viatjar a Roma per aprendre accadi i escriptura cuneïforme amb l'especialista Anton Deimel. Fruit d'aquests estudis va ser el seu llibre Mathematische Keilschrift (Matemàtica cuneïforme), tres volums publicats entre 1935 i 1937.
El 1933 va intervenir la política: en ser expulsats de la Universitat Richard Courant i Emmy Noether per la seva ascendència jueva, els estudiants més nazis van promoure boicots a les classes d'altres professors com Edmund Landau (també d'ascendent jueu) i el mateix Neugebauer, que sempre havia tingut actituds molt lliberals i simpaties amb l'esquerra política. Quan les autoritats li van demanar que prestés jurament de fidelitat al nou règim, Neugebauer es va negar i va ser expulsat immediatament de la Universitat. El gener de 1934 arribava a Copenhaguen on el seu amic Harald Bohr li havia aconseguit un contracte per tres anys a la Universitat.
El 1938, quan Oskar Becker li va demanar que substituís com a editor de Quellen a Otto Toeplitz, ja que també era d'ascendència jueva, va presentar també la seva dimissió contestant a Becker amb to sarcàstic que es veia obligat a separar-se de gent per la que sentia respecte simplement perquè no estaven prou enfadats per ser torturats per altra gent.
El 1939 se'n va anar als Estats Units, a la Universitat de Brown on va fundar el Departament d'Història de les Matemàtiques (avui desaparegut) que va ser dels més productius en l'estudi de la matemàtica antiga. Només arribar a Providence (Rhode Island) va sol·licitar la nacionalitat nord-americana i mai més va tornar a posar els peus a Alemanya.
Els trenta anys que va romandre a la Universitat de Brown van ser els més prolífics. A part de ser editor de la revista Mathematical Reviews, va establir una forta col·laboració amb l'assiriòleg Abraham Sachs i va publicar: Mathematical Cuneiform Texts (1945), The Exact Sciences in Antiquity (1951), Greek Horoscopes (1959) i el monumental History of Ancient Mathematical Astronomy en tres volums (1975), entre molts altres articles sobre l'astronomia i les matemàtiques, des dels babilonis fins a Kepler.
Després de la seva jubilació a Brown (1969) i la mort de la seva muller (1970) va col·laborar regularment amb l'Institut d'Estudis Avançats de Princeton a on es va traslladar definitivament el 1984 i on va morir sis anys més tard.